# 鮎田耕一
鮎田 耕一（あゆた こういち、1944年（昭和19年） - ）は、日本の工学者。工学博士（北海道大学）。専門はコンクリート工学を研究。北見工業大学名誉教授。前学長。
北海道旭川市出身。1967年（昭和42年）北海道大学工学部土木工学科を卒業。同大学院工学研究科博士課程修了。1969年（昭和44年）北見工業大学工学部講師。1971年（昭和46年）同工学部助教授。1989年同工学部教授。同図書館長を経て、2008年北見工業大学8代学長に就任。2014年退任。2019年、瑞宝中綬章受章。

## 著書
- 林正道と共著『コンクリート工学 : 耐久性・寒中コンクリート詳説』（山海堂, 1993年）